# Ceraeochrysa effusa
Ceraeochrysa effusa is een insect uit de familie van de gaasvliegen (Chrysopidae), die tot de orde netvleugeligen (Neuroptera) behoort. 
Ceraeochrysa effusa is voor het eerst wetenschappelijk beschreven door Navás in 1911.